# Заєць Володимир Володимирович
Заєць Володимир Володимирович — український політик.
Народився 14 червня 1960 року с. Глибочок Житомирського району Житомирської області.

## Біографічні відомості
Освіта вища, закінчив у 1984 р. Житомирський державний педагогічний інститут, у 2003 р. Житомирський державний технологічний університет.
З 1984 р. — завідувач Коростишівською райфільмотекою, з 1986 — на педагогічній роботі, працював спочатку вчителем, згодом директором середньої школи с. Вільня, директором Стрижівської загальноосвітньої школи Коростишівського району Житомирської області (до 1998 р.).
У лавах СДПУ(О) — з 1993 року. У листопаді 1994 р. — очолив Житомирську обласну організацію партії. У 1995 р. обраний до Центральної Ради (згодом — Політради) СДПУ(О), у квітні 1996 р. — до Правління (згодом — Політбюро) партії.
Делегат VIII—XVI з'їздів партії.
З березня 1998 по квітень 2002 — Народний депутат України 3-го скликання за партійними списками СДПУ(о). Працював секретарем парламентського комітету з питань екологічної політики, природокористування і ліквідації наслідків Чорнобильської катастрофи, з 2000 р. — першим заступником голови комітету з питань регламенту, депутатської етики і організації діяльності Верховної Ради.
У 2002 року знову обраний до парламенту за списком СДПУ(О) (№ 22 у списку). Працював у комітеті з питань соціальної політики.